# Thrasývoulos Fylís
El Thrasývoulos Fylís FC o Thrasívoulos Filís FC (en griego: Α.Ο. Θρασύβουλος Φυλής) es un club de fútbol de Fylí (Ática), que actualmente milita en la Gamma Ethnikí. Fue fundado en 1938 en referencia a Trasíbulo, un antiguo general ateniense que se asentó en Fylí (Phylé/Filé en griego antiguo) como base para liberar a Atenas. Descendieron a la Beta Ethnikí tras el acabar en el decimosexto lugar en la Super Liga de Grecia de la temporada 2008-09.